# Stomatostemma monteiroae
Stomatostemma monteiroae là một loài thực vật có hoa trong họ La bố ma. Loài này được N.E. Br. miêu tả khoa học đầu tiên.